# 小泉成器

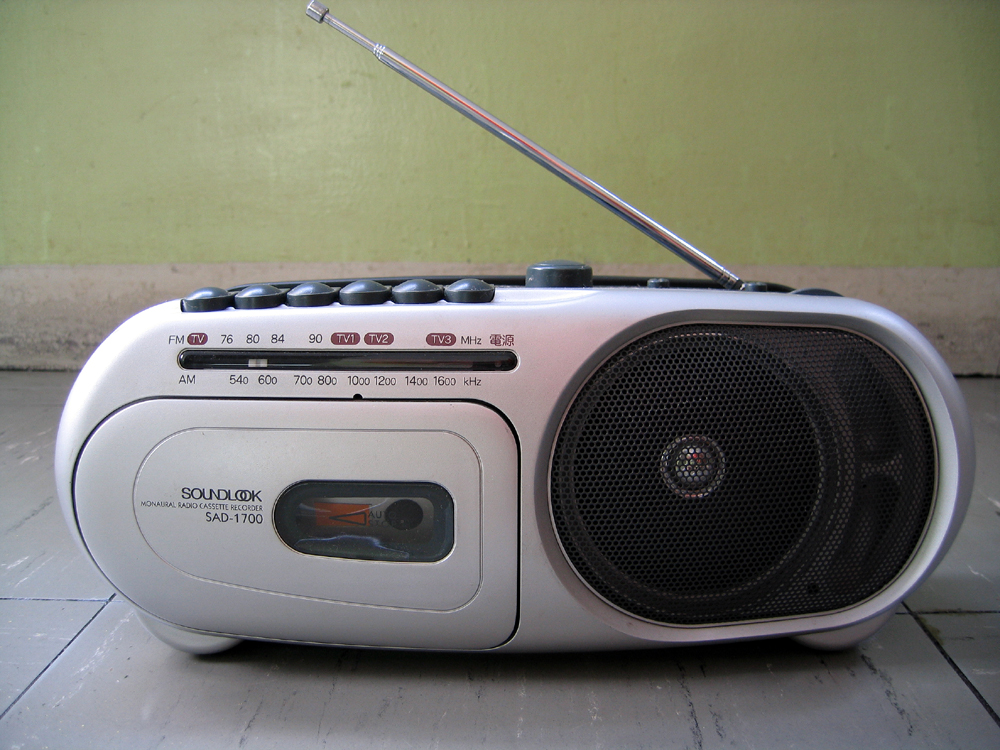
ラジカセ SAD-1700（2002年）

小泉成器株式会社（こいずみせいき）は、大阪府大阪市中央区備後町に本社を置く電気機器などの製造・販売を主な事業とする日本の中堅電機メーカーである。三菱電機とは直接的な関わりはないが、製品の配送・仕入れで業務提携している。

## 沿革
- 1943年（昭和18年） - 小泉産業株式会社の前身である五光精機工業株式会社が設立される。
- 1946年（昭和21年） - 五光精機工業株式会社から小泉産業株式会社へと改称される。
- 1989年（平成元年） - 小泉産業株式会社の組織改革により、商事事業本部に属する営業、および照明事業本部に属する主として家電照明の営業を分離し、小泉成器株式会社を設立する。
- 2015年（平成27年） - シック・ジャパンよりエナジャイザー製品の販売代理店資格を譲受する。
- 2015年（平成27年）10月 - 小泉産業と共有する「KOIZUMI」のブランドロゴが刷新され、ブランドステートメントとして「_違う発想がある」を制定[2]。
- 2017年（平成29年）2月 - 同社初となるレコードプレーヤー・CDプレーヤー・USBメモリーレコーダー・FMラジオ・一体型ミニコンポ「SAD-9801」を発売し、レコードプレーヤー製造へ新規参入。

## テレビ番組
- 日経スペシャル カンブリア宮殿 一芸家電でヒット連発 躍進の秘訣はメーカーと卸の二刀流（2023年7月20日、テレビ東京）- 会長 田中裕二出演[3][4]。